# Pylesville
Pylesville est une census-designated place située dans le comté de Harford, dans l’État du Maryland, aux États-Unis. Lors du recensement de 2020, elle comptait 693 habitants.